# غران ماركوس جونيور
غران ماركوس جونيور (بالإسبانية: Gran Markus, Jr.)‏ هو مصارع محترف مكسيكي، ولد في 14 أغسطس 1953 في غوادالاخارا في المكسيك.

## روابط خارجية
- غران ماركوس جونيور على موقع CageMatch worker (الإنجليزية)